# Jaderná elektrárna Astravec
Běloruská jaderná elektrárna (rusky Белорусская атомная электростанция, bělorusky Беларуская атамная электрастанцыя (АЭС) - Belaruskaja atamnaja elektrastancyja (AES)) je jaderná elektrárna umístěná v Bělorusku nedaleko města Astravec v hrodenské oblasti 45 kilometrů od litevského hlavního města Vilniusu. Elektrárna se stala první provozní jadernou elektrárnou v Bělorusku. Provozuje dva ruské tlakovodní reaktory VVER.

## Historie a technické informace

### Počátky
První plány na výstavbu jaderné elektrárny existovaly již po roce 1980. Ty však byly zrušeny v roce 1986, po černobylské havárii. Vzhledem k tomu, že začaly stavební práce, elektrárna byla přestavěna na teplárnu Minsk TEC-5. Současný projekt byl podpořen rusko-běloruským energetickým sporem v roce 2007. Umístění staveniště bylo stanoveno na počátku roku 2009.

### Výstavba a uvedení do provozu
Jaderná elektrárna se bude zpočátku skládat ze dvou reaktorů VVER o hrubém výkonu 1194 megawattů, přičemž tyto dva bloky jsou založeny na technologii VVER-1200/491 (AES-2006). Dodavatelem jaderné elektrárny je ruská společnost Atomstrojexport, která také dodala reaktory třetí generace VVER-1200. První blok začal být budován 8. listopadu 2013, výstavba bloku č. 2 započala 27. dubna 2014. 
V prosinci 2019 zahájila první jednotka zkoušky za horka, přičemž reaktorovou jednotku zkontrolovala za horkých podmínek, ale v reaktoru byly umístěny atrapy palivových tyčí. V únoru 2020 byla elektrárna zkontrolována MAAE.
Testy byly dokončeny v dubnu 2020. Plnění paliva pro první jednotku bylo zahájeno 7. srpna 2020. Dne 11. října 2020 dosáhla jednotka 1 poprvé kritického stavu. Reaktor začal dodávat elektřinu 3. listopadu 2020 a do sítě byl oficiálně připojen 7. listopadu 2020.
Reaktor č. 2. byl připojen k síti 13. května 2023.
V prosinci 2023 uvedl ministr energetiky Viktor Karankevič, že Bělorusko zvažuje výstavbu buď třetího bloku a nebo nové jaderné elektrárny. Pokud bude rozhodnuto postavit blok č. 3, výkon elektrárny bude 3600 MW hrubých.

## Informace o reaktorech
| Reaktor    | Typ reaktoru  | Výkon   | Výkon   | Zahájení výstavby | Připojení k síti | Uvedení do provozu | Uzavření |
| Reaktor    | Typ reaktoru  | Čistý   | Hrubý   | Zahájení výstavby | Připojení k síti | Uvedení do provozu | Uzavření |
| ---------- | ------------- | ------- | ------- | ----------------- | ---------------- | ------------------ | -------- |
| Astravec-1 | VVER-1200/491 | 1110 MW | 1194 MW | 8. 11. 2013       | 3. 11. 2020      | 10. 6. 2021        |          |
| Astravec-2 | VVER-1200/491 | 1110 MW | 1194 MW | 27. 4. 2014       | 13. 5. 2023      | 13. 5. 2023        |          |